# Stomatodexia obscura
Stomatodexia obscura là một loài ruồi trong họ Tachinidae.